# Hebeloma incarnatulum
Hébélome rose chair
Espèce
Hebeloma incarnatulum, l’Hébélome rose chair, est une espèce de champignons agaricomycètes de la famille des Hymenogastraceae.

## Systématique
L'espèce Hebeloma incarnatulum a été décrite en 1984 par le mycologue américain Alexander Hanchett Smith (1904-1986),.

### Publication originale
- (en) Alexander H. Smith, « Studies of Species of Hebeloma (Fr.) Kummer from the Great Lakes Region of North America I », Sydowia, Verlag Ferdinand Berger & Söhne (d), vol. 37,‎ 1984, p. 271-283 (ISSN 0082-0598, OCLC 1767032, lire en ligne).